# Puy Pariou
Il Puy Pariou è un rilievo di origine vulcanica della Catena dei Puys, nel Massiccio Centrale. Formato dalla sovrapposizione di due coni stromboliani e un anello di tufo, che ha creato tre strati di lava nel corso della sua storia eruttiva.

## Collocazione geografica
Il Puy Pariou si trova a circa 10 km ovest di Clermont-Ferrand, poco più di 2 km da Orcines, e appena a sud della strada che attraversa il passo di Goules. Si trova poi a meno di 400 metri nord dal Puy des Goules, e poche centinaia di metri ovest dal Cliersou, dal Grand Suchet e piccolo Suchet, mentre il Puy de Dome si trova a 1,5 km Sud.

## Topografia
Ha il suo picco a 1209 metri, e si trova a 250 m al di sopra di un basamento cristallino. Ha la tipica forma di un vulcano stromboliano e presenta due crateri vicini fra loro. Il cratere centrale, il più alto e più recente, è un cerchio quasi perfetto avente 90 metri di profondità e 200 m diametro. I due crateri non sono sullo stesso asse, a differenza di quelli del Puy de Côme. L'anello di tufo che si estende vicino al vulcano è ancora visibile a ovest e a nord; a sud, invece, è nascosto sotto il nuovo cratere. Il suo aspetto ricorda il più famoso Vesuvio. Il Puy Pariou è incolto e ricoperto di: latifoglie, ginepri, erba e una finissima barba.

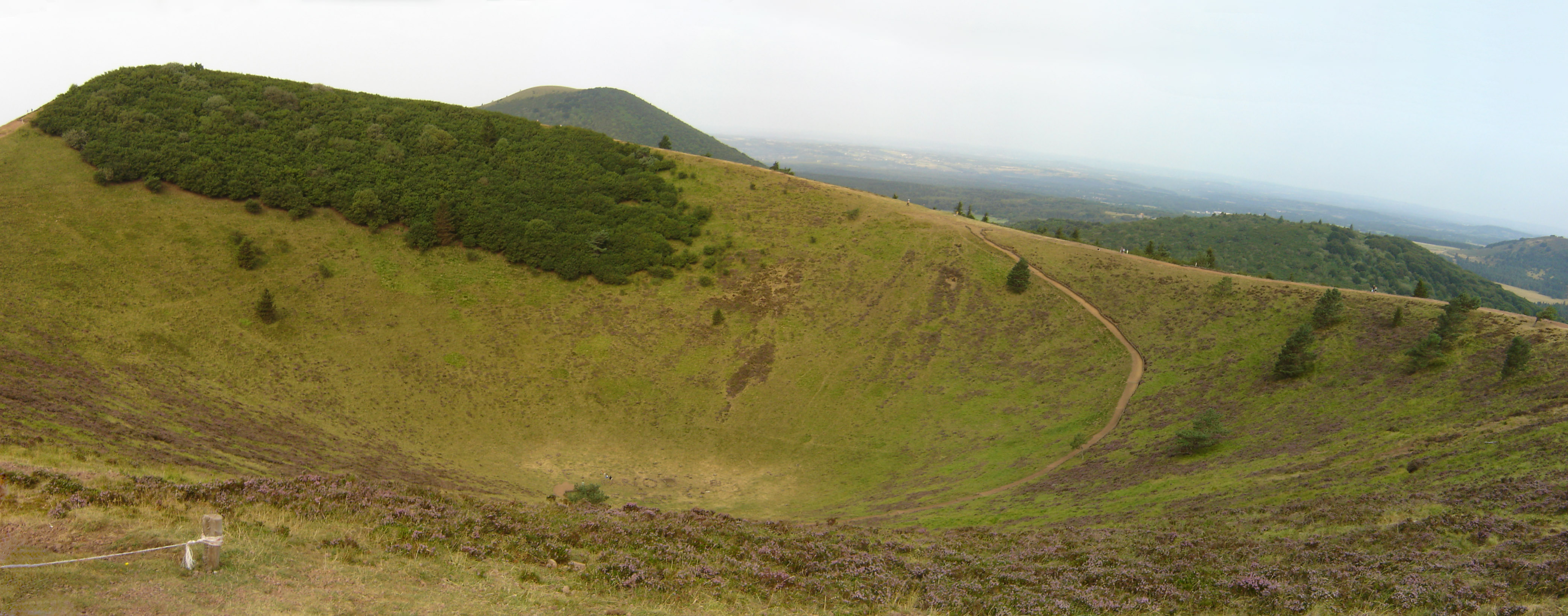
Vista del cratere del Puy Pariou con sullo sfondo il Puy de Côme

## Geologia
Il primo cratere del Pariou è composto principalmente da basalto, questo è di colore nero e contiene tanti piccoli cristalli.
Il primo cono si estende a nord con l'anello di tufo; che per una parte è stato ricoperto dal basalto. Il nuovo cratere è di colore grigio bluastro contenente una gran quantità di minerali. Al momento della sua formazione il cratere era ricco di gas; a dimostrazione di ciò è la presenza di vere e proprie bolle che sono state trovate all'interno dell'antica lava.

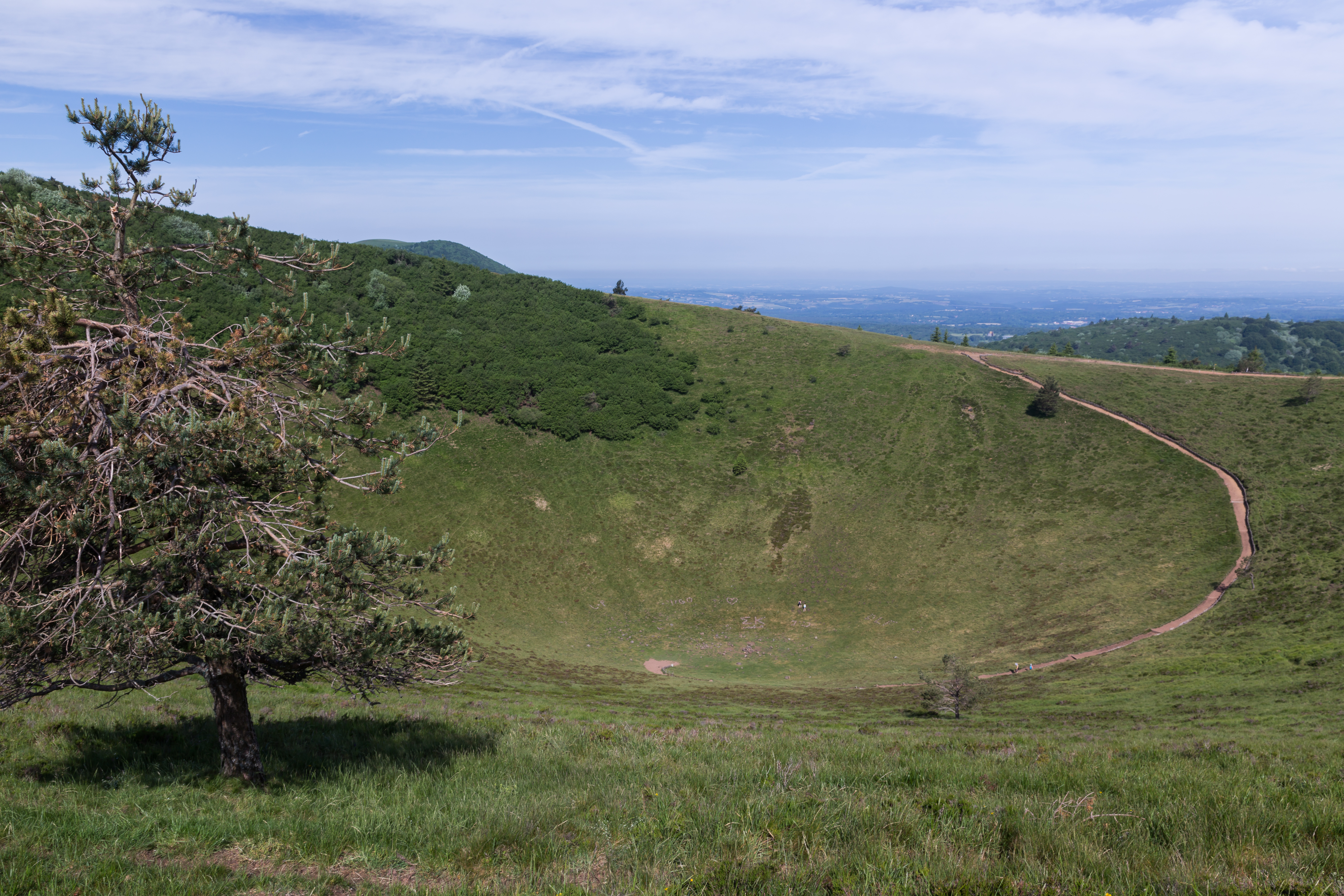
Vista est del cratere del Puy Pariou.

## Storia Geologica
La storia geologica del vulcano inizia con la formazione del primo cratere; un cono di tipo stromboliano che produsse forti esplosioni, i prodotti espulsi erano di natura trachitica mescolati a dei frammenti polverizzati del basamento cristallino. Un flusso di lava, poi, si estese per quasi 2 km verso nord. Successivamente, inizia un periodo di eruzioni esplosive. Oramai dell'ex cono stromboliano non si vede quasi più nulla perché è stato ricoperto dall'anello di tufo. Le ceneri di questo episodio eruttivo si estesero almeno fino all'attuale città di Clermont-Ferrand.
Dopo questo periodo eruttivo appare un secondo cono stromboliano (il nuovo Pariou) che è leggermente spostato a sud in confronto al precedente. Esso copre la parte meridionale e sud-orientale del Pariou. La seconda colata si è divisa in due rami, uno dei quali ha raggiunto il sito di Nohanent. L'età di questo flusso lavico, è stata stimata utilizzando dei frammenti di legno carbonizzati ritrovati sulle pendici del vulcano, datati dagli 8580 ± 350 anni. Dopo un nuovo lago di lava si riversò temporaneamente dai piedi del nuovo Pariou ai bordi dell'anello tufo. Alla fine creò un'apertura larga 200 m nella parte nord-orientale dell'anello. A Nord fu bloccato ai piedi del Puy de Goules, così deviò verso est per fermarsi nel luogo attuale, chiamato la Fontana di Berger.